# كارلوس إمونز
كارلوس إمونز (بالإنجليزية: Carlos Antoine Emmons)‏ هو لاعب كرة قدم أمريكية أمريكي، ولد في 3 سبتمبر 1973 في غرينوود في الولايات المتحدة.

## وصلات خارجية
- كارلوس إمونز على موقع مرجع كرة القدم المحترفة.كوم (الإنجليزية)